# Dichaetomyia zielkei
Dichaetomyia zielkei este o specie de muște din genul Dichaetomyia, familia Muscidae, descrisă de Couri, Pont și Penny în anul 2006.
Este endemică în Madagascar. Conform Catalogue of Life specia Dichaetomyia zielkei nu are subspecii cunoscute.